# Estación Purén
Purén fue una estación ferroviaria ubicada en la comuna chilena homónima la Región de la Araucanía, y que fue parte del ramal Los Sauces-Lebu. Actualmente la vía y la estación se encuentran levantadas.

## Historia
Con el inicio de la planificación y estudios de un ferrocarril que uniera al puerto de Lebu con la red central, varios estudios se realizaron entre 1894 a 1905, pero para 1915 la empresa "The Chilian Eastern Central Railway Company" estaba con problemas financieros y con el tramo entre estación Los Sauces y Guadaba listos; y tuvo que venderle su parte a la Compañía Carbonífera de Lebu, quien siguió los trabajos en 1923. El ferrocarril llegó a Purén en mayo de 1923.
Debido a la tarea de atravesar la cordillera de Nahuelbuta, el ferrocarril entero entró en operaciones en 1939. Sin embargo, este paradero fue creado después de la adquisición y apertura por parte del estado.
El 20 de octubre de 1998 la Empresa de los Ferrocarriles del Estado da de baja el ramal entre Purén y Lebu; y en 2005 se entrega el permiso estatal para la remoción de todo bien mueble e inmueble del ramal. Actualmente los rieles no existen, sin embargo la estación aun sigue en pie. La municipalidad de Purén ha desarrollado un plan de recuperación y restauración de la estación.